# The Whispered World
The Whispered World (в русской версии «Ускользающий мир») — компьютерная игра в жанре квеста, разработанная компанией Daedalic Entertainment. Игра начиналась в 2004 году как дипломный проект, но выпущена была только в 2009 году. Русская версия вышла 8 октября 2010 года. Локализацию осуществила компания Snowball Interactive, а издателем выступила 1С.

## Игровой процесс
Геймплей мало чем отличается от других квестов — классическое управление point-and-click, инвентарь и высвечиваемые по клавише «Пробел» активные предметы. «Изюминкой» игры стал компаньон Седвика, гусеница по имени Spot (в русской версии — Капль). Попадая в различные передряги, Капль обретает способности к трансформации — к концу игры он имеет пять разных обличий (простая гусеница, тяжёлый шар, огненная гусеница, пять маленьких Капль и лента).

## Сюжет
Игра повествует о клоуне Седвике, живущем в сказочном мире Silentia (от лат. silentium «безмолвие, молчание, тишина»). Его мучают жуткие кошмары, в которых какой-то синий шар предрекает, что именно Седвик станет причиной гибели всего мироздания. К тому же на поверку этот Седвик — неумеха, нытик и трус.
С помощью гусеницы по имени Капль (Spot) Седвик проходит испытания, в общем-то, типичные для сказочно-юмористического квеста. Наконец он ремонтирует схему солнечной системы, мистическим образом связанную с мирозданием — и тогда тот синий шар появляется уже наяву. Он избавляется от этого шара, остаётся только притащить живую воду королю — и он успевает это сделать, упустив в тартарары большую часть мира.

## Рецензии и оценки
| Сводный рейтинг | Сводный рейтинг |
| Агрегатор       | Оценка          |
| --------------- | --------------- |
| GameRankings    | 71,44 %         |

Игра получала противоречивые оценки, от «удовлетворительно» до «отлично». В целом критикам понравилась пара Седвик—Капль, также они отметили хорошие графику и звук. Слабые стороны — «засвеченная» концовка и «притянутые за уши» головоломки, многие из которых можно решить разве что простым перебором.
Летом 2018 года, благодаря уязвимости в защите Steam Web API, стало известно, что точное количество пользователей сервиса Steam, которые играли в The Whispered World Special Edition хотя бы один раз, составляет 161 751 человек.